# Schulschwestern von Unserer Lieben Frau (Böhmen)
Die Schulschwestern von Unserer Lieben Frau, tschechisch Kongregace Školských sester de Notre Dame (deND), sind eine Kongregation päpstlichen Rechts in der römisch-katholischen Kirche. Die Ordensgemeinschaft wurde 1853 von Gabriel Schneider (1812–1867) in Hirschau (Hyršov/Všeruby) gegründet und deshalb auch als die Schulschwestern von Unserer Lieben Frau in Böhmen bezeichnet. Die bayrische Ordensprovinz, mit ihrem Sitz in Auerbach in der Oberpfalz, ist unter der Bezeichnung Auerbacher Schulschwestern bekannt. Das Generalhaus hat seinen Sitz in Königgrätz (Hradec Králové) in Tschechien. Generaloberin ist Schwester Anezka Bednárová, die 2010 das Amt von Miriam Baumruková übernahm.

## Geschichte

### Wurzeln
Der Stadtpfarrer und Augustiner-Chorherr Pierre Fourier von Mattaincourt in der Nähe Nancys  bemühte sich in seiner Kirchengemeinde um eine christliche Erziehung der Jugend. Bei der Umsetzung seiner Ziele begegnete ihm die junge Alexia Le Clerc, die den Wunsch äußerte, ihr Leben und ihre Arbeit ganz in den Dienst Gottes zu stellen. Der Pfarrer beauftragte Alexia, weitere Bewerberinnen zu sammeln, und entwickelte die Idee, die Schüler durch Schulschwestern zu erziehen und zu unterrichten. Am 24. Dezember 1597 weihten Alexia und drei weitere Postulantinnen öffentlich ihr Leben für Gott.  Die kirchliche Bestätigung folgte erst 1617, und die Kongregation der Augustiner-Chorfrauen de Notre Dame breitete sich in Frankreich aus. Mit der Französischen Revolution 1789–1794 mussten die Schulschwestern ihre Arbeit in Frankreich einstellen. Die Klöster in Deutschland wurden im Zuge der Säkularisation aufgehoben.

### Gründung und Wiederaufbau
In der kleinen Gemeinde Hirschau, nahe der deutsch-böhmischen Grenze, die zum Bistum Budweis gehörte, war der Geistliche Gabriel Schneider als Pfarrer tätig. Schneider hatte auch den Wunsch, für die Erziehung und Unterrichtung von Jugendlichen Schulschwestern einzusetzen. Er bemühte sich, einige Augustiner-Chorfrauen von München nach Hirschau abzuberufen. Da ihm der Erfolg verwehrt wurde, war er bestrebt, eine eigene Kongregation ins Leben zu rufen. Mit der Unterstützung von Wohltätern erbaute er neben der Ortskirche von Hirschau ein kleines Kloster mit einer angeschlossenen Klosterschule. Am 15. August 1853 legten zwei Novizinnen ihre Profess ab. Die Klosterschule fand einen großen Zuspruch, und die Räumlichkeiten wurden zu klein.
1854 erwarben die Schulschwestern das ehemalige Minoritenkloster in Horažďovice, sie erweiterten die Klosterschule und errichteten hier auch ihr Mutterhaus. Schon kurz danach eröffneten sie eine Zweigschule in Prag. 1910 nahmen sie ihre Tätigkeit in den Vereinigten Staaten auf und eröffneten 1919 ein Haus in der Slowakei.
Ab 1930 bestand die Kongregation aus den Ordensprovinzen Amerika, Budweis, Marienbad (nun Sitz des Mutterhauses) und Prag. In der, zur Provinz Marienbad gehörenden, Filiale Einsiedl befand sich gleichzeitig das Noviziat. Die Ordensgemeinschaft zählt nun 862 Ordensschwestern, 72 Novizinnen und betreute 117 Niederlassungen. In der Provinz Marienbad wurden die deutschsprachigen 192 Schwestern und 12 Novizinnen zentralisiert, sie betreuten im Sudetenland 24 Ordensniederlassungen.
1939 wurden alle Einrichtungen durch die nationalsozialistischen Machthaber geschlossen, den Schulschwestern wurde jeglicher Unterricht in staatlichen Schulen untersagt. 1945 wurden auch die Ordensschwestern vertrieben und fanden in Auerbach, welches zum Erzbistum Bamberg gehört, eine neue Heimat. Hier wurde die bayrische Provinz mit Sitz in Auerbach gegründet. In den weiteren Jahren siedelten einige Schulschwestern in die Tschechoslowakei über und eröffneten neue Einrichtungen. Das Generalat mit dem Sitz der Generaloberin wurde nach Hradec Králové verlegt. Von hier aus werden die vier Provinzen Tschechien, Bayern, Slowakei und USA verwaltet.

## Organisation der bayrischen Provinz
Der Sitz des Provinziats mit Provinzrat ist Auerbach. Der Provinzrat besteht aus einer Provinzoberin und drei Rätinnen. Zur bayrischen Provinz gehören:
- Höchstadt an der Aisch mit Kindergarten und einer Grundschule
- Auerbach/Oberpfalz mit dem Provinzhaus, einer Realschule, einem Schwesternaltenheim, einem Krankenhaus und dem Haus St. Josef mit Kinderhort und Ganztagsbetreuung
- Pfronten mit einem Kindergarten und einem Kinderhort
- Eichstätt mit Studentinnenwohnhaus
- Maria Schutz am Semmering in Österreich mit Tätigkeit in der Wallfahrtskirche Maria Schutz und dem Ritiro-Haus der Passionisten

## Martyrium
Schwester Epiphania Pritzl wurde als Märtyrerin in das „Deutsche Martyrologium des 20. Jahrhunderts“ aufgenommen. Sie trat 1893 in die Kongregation ein und war als Lehrerin tätig. Später übernahm sie als Direktorin die Leitung der Bürgerschule in Marienbad. 1940 wurde sie, da sie nicht bereit war, zivile Bekleidung zu tragen, durch die Machthaber abgesetzt. 1942 bis 1943 leitete sie als Provinzoberin die Provinz Marienbad. Im Herbst 1943 wurde sie von der Gestapo verhaftet. Am 18. März 1944 starb sie an den Folgen der Haftbedingungen im Konzentrationslager Ravensbrück. Die katholische Kirche hat Schwester Epiphania als Glaubenszeugen in das deutsche Martyrologium des 20. Jahrhunderts aufgenommen.

## Kontroverse um Engelwerk und Katholische Pfadfinderschaft Europas
Zu Beginn des Schuljahres 2001/2002 kam es an der Auerbacher Realschule zu einem Konflikt des Ordens mit dem bayerischen Kultusministerium, dem Erzbistum Bamberg und den anderen Trägern des Zweckverbandes, dem Landkreis Amberg-Sulzbach und der Stadt Auerbach, da an der Schule in den vom Ministerium zugelassenen Biologiebüchern für die 10. Klasse zum Thema „Sexualität und Fortpflanzung“ 14 Seiten herausgerissen worden waren und kurz darauf auch das Biologiebuch für die 8. Klassen eingezogen wurde. Nach Meinung der Gegenseite wurde damit eigenmächtig Zensur ausgeübt. Ferner wurde auch über angsteinflößende Pädagogik im Kindergarten, wie beispielsweise das Drohen mit Höllenstrafen, über Kleidungsvorschriften für Schülerinnen sowie Verbindungen einiger Ordensmitglieder zum Engelwerk berichtet. Die Engelwerk-Nachwuchsorganisation Katholische Pfadfinderschaft Europas hatte 1994 berichtet, dass sieben ihrer Mitglieder als Lehrkräfte an der Schule untergekommen waren.
Im Verlauf der Untersuchungen stellte sich heraus, dass der Engelwerk-Priester Heinrich Morscher CPPS bereits 1972 als Hausgeistlicher ins Kloster gekommen und später der Engelwerk-Eliteorganisation Regularkanoniker vom Heiligen Kreuz beigetreten war. Nach einer Intervention von Kultusministerin Monika Hohlmeier (CSU) setzte der Vatikan die bayerische Provinzleitung der Schulschwestern ab. Sechs von zwölf an der Schule beschäftigten Nonnen verließen die Schule und konnten sich mit Unterstützung der ehemaligen (Erz-)Bischöfe von Salzburg und St. Pölten, Georg Eder und Engelwerk-Mitglied Kurt Krenn, in deren Diözesen niederlassen. Im Januar 2002 verglich Eder die staatlichen Maßnahmen in dieser Sache mit den Methoden des Naziregimes; die Methoden glichen sich und einzig die Akteure hätten sich geändert. Er räumte „eigene gute Erfahrungen“ mit dem Engelwerk ein und bestritt, dass es sich dabei um eine Sekte handle. Auch der Salzburger Weihbischof Andreas Laun verteidigte das Verhalten der betreffenden Nonnen. Der Bayerische Landtag begrüßte hingegen den Weggang der als Lehrerinnen tätig gewesenen Nonnen.
Die Auseinandersetzungen führten im Jahr 2001, nachdem unter Papst Johannes Paul II. eine apostolische Visitation durchgeführt worden war, zur Spaltung des Ordens. 70 Nonnen verließen die Gemeinschaft, mehrere von ihnen ließen sich 2003 als Dienerinnen der Immaculata unter Bischof Kurt Krenn im Bistum St. Pölten nieder. Während der Amtszeit von Bischof Klaus Küng, einem Mitglied von Opus Dei, gehörten dem neuen Institut des geweihten Lebens acht vormalige Auerbacher Schulschwestern an.